# Castillo de Upnor
El castillo de Upnor es un fuerte de artillería isabelina ubicado en la orilla oeste del río Medway en Kent. Se encuentra en el pueblo de Upnor, a una corta distancia río abajo y frente al astillero de Chatham, en su tiempo, una instalación naval clave. El fuerte estaba destinado a proteger tanto el astillero como los barcos de la Royal Navy anclados en el Medway. Fue construido entre 1559–67 por orden de Isabel I, durante un período de tensión con España y otras potencias europeas. El castillo consiste en un edificio principal de dos pisos protegido por un muro cortina y torres, con una plataforma de cañón triangular que se proyecta hacia el río. Fue guarnecido por unos 80 hombres con un armamento máximo de alrededor de 20 cañones de varios calibres.
A pesar de su importancia estratégica, el castillo y las defensas del Támesis y del Medway se descuidaron gravemente durante el siglo XVII. La República holandesa realizó una incursión naval inesperada en junio de 1667, y la flota holandesa pudo romper las defensas, capturando dos buques de guerra y quemando otros anclados en el río en Chatham, en una de las peores derrotas sufridas por la Royal Navy. El castillo de Upnor sirvió mejor que muchos de los otros sitios defensivos a lo largo del Medway superior, a pesar de su falta de aprovisionamiento. Los disparos desde el fuerte y los emplazamientos adyacentes obligaron a una retirada holandesa después de un par de días, antes de que pudieran quemar el astillero.
El ataque expuso las debilidades de las defensas del Medway y llevó al castillo a perder su papel de fortificación de artillería. Durante los siguientes dos siglos se construyeron nuevas y mejores fortalezas río abajo, que culminaron en la construcción de fortalezas en casamata como Fuerte Garrison, Hoo y Fuerte Darnet. El castillo de Upnor se convirtió entonces en un depósito de municiones navales que almacenaba grandes cantidades de pólvora, municiones y cañones para reponer en las naves de guerra que llegaban a Chatham para su reparación y reabastecimiento. Se mantuvo en uso militar hasta 1945. Posteriormente, el castillo se abrió al público y ahora es propiedad del Patrimonio Inglés.

## Historia

### Contexto estratégico

Mapa de fortificaciones en los Ríos Támesis y Medway

El río Medway es un importante afluente del Támesis, con el que se fusiona en un estuario a unas 35 millas (56 km) al este de Londres. Su curso superior se extiende desde Rochester hasta la confluencia con el Támesis en Sheerness serpenteando entre bancos de arena y lodo durante aproximadamente 16 km. El agua fluye lentamente sin corrientes fuertes y está libre de rocas, mientras que las colinas circundantes brindan refugio contra el viento del suroeste. Estas características hicieron de la sección del río debajo del Puente de Rochester un lugar de fondeo deseable para los barcos grandes, ya que podrían anclarse de manera segura y estar conectados a tierra para las reparaciones. La complejidad de la navegación del canal también le proporcionó ventajas defensivas.
Durante el reinado de Enrique VIII, el Medway superior se convirtió gradualmente en el principal lugar de fondeo para los buques de la Royal Navy mientras estaban "en ordinario" o fuera de servicio. Por lo general, se les despojaba de sus velas y aparejos mientras se encontraban en este estado y se aprovechaba la oportunidad para volver a instalarlos y repararlos. Se construyeron almacenes e instalaciones de servicio en las ciudades de Gillingham y Chatham, que luego se convirtieron en el núcleo del astillero de Chatham. Cuando Isabel I llegó al trono en 1558, la mayoría de la flota real usaba esta sección de Medway, conocida como Chatham y Gillingham Reaches, como  fondeadero.
Aunque el Támesis había sido defendido de los ataques navales desde la época de Enrique VIII, cuando se construyeron cinco blocaos como parte de la cadena de defensas costeras de los Device Forts, no había equivalentes en el Medway. A lo largo de la orilla sur del río existían dos castillos medievales, el Castillo de Rochester y el Castillo de Queenborough,  pero ambos eran utilizados para  defender los ataques terrestres y eran de poca utilidad para la defensa. Por lo tanto, existía una necesidad apremiante de contar con las defensas adecuadas para proteger a los buques vulnerables y las instalaciones costeras en el alto Medway.

### Construcción
El castillo de Upnor fue encargado en 1559 por orden de la reina Isabel y su Consejo Privado. Seis "personas independientes" eligieron un sitio frente a St Mary's Creek en Chatham, en 6 acres (24,000 m²) de tierra perteneciente a Thomas Devinisshe de Frindsbury. Fue adquirido por la Corona, posiblemente comprado obligatoriamente, por un monto de 25 libras. Al ingeniero militar Sir Richard Lee se le encomendó la tarea de diseñar la nueva fortificación, pero parece que estuvo muy ocupado trabajando en las defensas de Berwick-upon-Tweed, y el proyecto fue llevado a cabo por otros. Su adjunto Humphrey Locke asumió el papel de supervisor, inspector y carpintero en jefe, mientras que Richard Watts, exalcalde de Rochester y vicepresidente de la marina, administró el proyecto diariamente y se encargó de la contabilidad.
La apariencia original del castillo difería significativamente de la actual. El bastión de agua en forma de flecha que mira hacia el Medway y el bloque principal detrás de él formaban parte del diseño original. También había torres en cada extremo de la muralla que daba al río, aunque posteriormente fueron reemplazadas por torres de un diseño diferente. La garita y el foso fueron añadidos posteriores. Varios edificios abandonados en el castillo de Rochester, Aylesford y Bopley fueron derribados para proporcionar piedra para el castillo. La estructura principal se había completado para 1564, pero se necesitaron otros tres años y una inyección de fondos adicionales para finalizar el proyecto. El costo total fue de 4,349 libras.

### Mejoras y reparaciones
A fines del siglo XVI, aumentaron las tensiones entre la Inglaterra protestante y la España católica, lo que finalmente condujo a la guerra anglo-española de (1585-1604). España estaba en una posición fuerte para atacar el sur de Inglaterra desde sus posesiones en los Países Bajos españoles. Se erigieron nuevas fortificaciones a lo largo del Medway, incluida una cadena que se extendía a lo ancho del río, debajo del castillo de Upnor. El castillo en sí tenía época guarnición hasta que el Lord Alto Almirante Charles Howard, primer conde de Nottingham, destacó esto y recomendó que la guarnición se incrementara. En 1596, fue ampliada la guarnición hasta los ochenta hombres.
Los continuos temores de una incursión española hicieron que las defensas del castillo se fortalecieran entre 1599–1601 por instigación de Sir John Leveson. Fue erigida frente al Bastión de Agua una empalizada de madera con forma de punta de flecha  para evitar cualquier intento de atacar por allí. Alrededor del castillo se cavó una zanja de alrededor de 5,5 metros de profundidad y 9,8 metros  de ancho. Se construyeron torres en los flancos para proteger el bastión en el sitio de las torres norte y sur actuales. El bastión mismo se levantó y se añadió un alto parapeto en su borde. También se construyeron una puerta de entrada y un puente levadizo para proteger la parte interior del castillo.
En 1603 el castillo de Upnor tenía 20 cañones de varios calibres, además de otros 11 cañones repartidos en dos fortificaciones conocidas como Bay y Warham Sconces. El armamento del castillo consistía en un semi-cañón, 7 culebrinas, 5 semi-culebrinas, un minion, un falconete, un saker, y cuatro fowlers con dos cámaras cada uno. Bay Sconce estaba armado con 4 semi-culebrinas, mientras que Warham Sconce tenía 2 culebrinas y 5 semi-culebrinas. El armamento de la guarnición incluía 34 arcos largos, una indicación de que el tiro con arco todavía tenía valor militar incluso en esta fecha tardía. En estas fechas, sin embargo, el castillo estaba en mal estado. El puente levadizo y su mecanismo de elevación estaban rotos, las plataformas de armas necesitaban reparaciones y el muro del patio se había derrumbado. Se tuvo que construir un nuevo muro cortina para proteger el lado de tierra del castillo.  Ocurrió que los cimientos de Warham Sconce fueron arrastrados por la marea, y parece que se permitió que ambas fortificaciones cayeran en la ruina. 
El castillo de Upnor cayó en manos Parlamentarias sin luchar cuando estalló la Guerra Civil Inglesa en 1642, y posteriormente se usó para internar a oficiales realistas. En mayo de 1648, tuvo lugar un levantamiento realista en Kent y Essex, por el que estos se apoderaron de varias ciudades, entre ellas Gravesend, Rochester, Dover y Maidstone. Los realistas fueron derrotados en la batalla de Maidstone el 1 de junio, y el castillo fue restaurado por las fuerzas parlamentarias. El comandante en jefe parlamentario, Sir Thomas Fairfax inspeccionó el castillo y ordenó más reparaciones y el fortalecimiento de las plataformas de armas. Parece que la altura de la obra de la puerta también se incrementó en este momento, y se construyeron las torres norte y sur. Parece que se dejaron abiertas en la parte posterior (en el lado terrestre), pero esto se remedió en 1653 cuando se hicieron nuevas reparaciones, lo que las hizo adecuadas para su uso como alojamiento de tropas.

### Incursión en el Medway

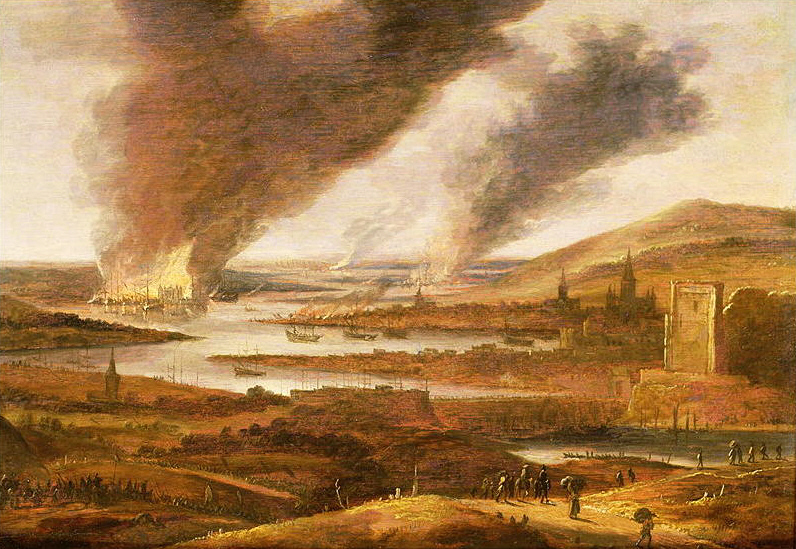
Un cuadro de la incursión por Willem Schellincks. La vista es del sur. A la izquierda el castillo se recorta contra las llamas; en el lado opuesto del río, más al frente, el astillero en llamas de Chatham. Hacia el norte se muestra la conflagración cerca de la cadena y en el horizonte las ruinas de Sheerness Fort siguen humeando.

El castillo solo entró en acción una vez en su historia, durante el ataque holandés en Medway en junio de 1667, acción de la Segunda Guerra Anglo-Holandesa. Los holandeses, bajo el mando nominal del teniente almirante Michiel de Ruyter, bombardearon y capturaron la ciudad de Sheerness, navegaron por el Támesis hasta Gravesend, luego subieron por Medway hasta Chatham.  Atravesaron  la cadena que se suponía que debía bloquear el río, llegaron hasta el castillo y remolcaron al HMS Royal Charles y al Unity, además de quemar otros barcos anclados.  Los holandeses anclaron en Medway durante la noche del 12 de junio, mientras que el duque de Albemarle se hizo cargo de la defensa y ordenó la construcción apresurada de una batería de ocho cañones junto al castillo de Upnor, utilizando cañones traídos de Chatham. Las armas del castillo, los mosquetes de la guarnición y la nueva batería se utilizaron para bombardear a los barcos holandeses cuando intentaron por segunda vez navegar más allá de Upnor a Chatham. Los holandeses pudieron quemar algunos barcos más en el fondeadero, pero no pudieron seguir avanzando y tuvieron que retirarse. El resultado de la incursión se ha descrito como "la peor derrota naval que ha sufrido Inglaterra.
El castillo se comportó bien a los ojos de los observadores contemporáneos, a pesar de su incapacidad para evitar el ataque, y se elogió la dedicación de su guarnición. El periódico oficial London Gazette informó que "fueron muy bien recibidos por el comandante Scot, que estuvo al mando allí [en Upnor], y por otro lado por Sir Edward Spragg, de la Battery at the Shoare, dijo que después del mucho daño recibido por la derrota de sus barcos, por el hundimiento de varios de sus Long Boat, por el gran número de sus hombres muertos, y algunos prisioneros tomados, fueron forzados a retirarse".  El historiador Norman Longmate observa con aspereza, "al presentar los hechos condenatorios bajo la luz más favorable, los ministros de Charles [II] estuvieron insuperables". Samuel Pepys, secretario de la Junta de la Armada, se acercó a la verdad cuando anotó en su diario que  "la guarnición del castillo estaba mal provista: "No veo que el Castillo de Upnor haya recibido ningún daño de los holandeses aunque le atacaron durante mucho tiempo; y los defensores dispararon hasta que apenas les quedaba una bala"

### Uso como almacén instalación naval.

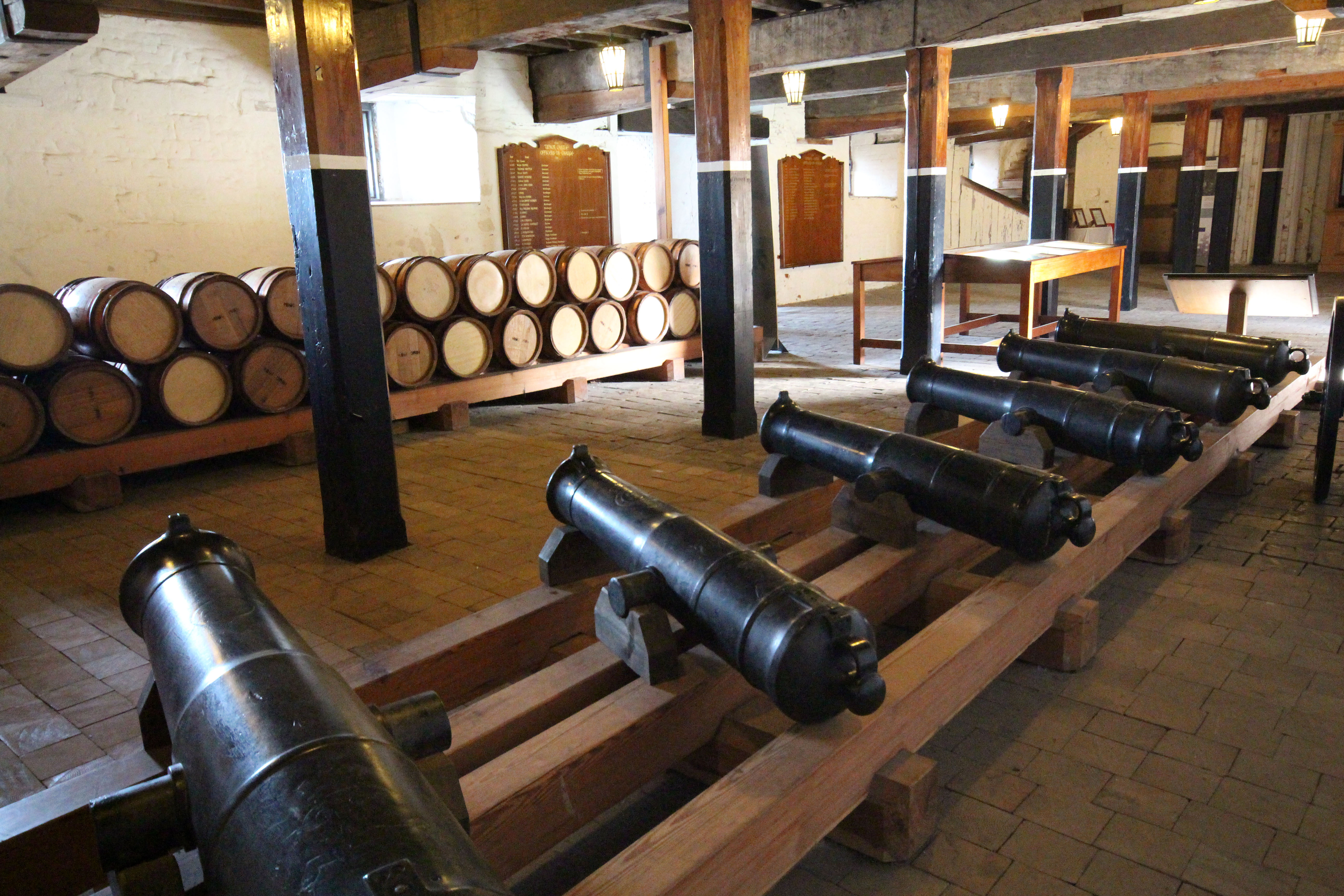
Exhibición de barriles de pólvora y cañones navales

El castillo de Upnor se había descuidado anteriormente, pero el ataque holandés hizo que el gobierno ordenara que se mantuviera "como un fuerte y un punto de resistencia". Al final, la incursión marcó el final del castillo como una fortaleza. Fueron construidos nuevos y más poderosos en el Medway y en la Isla de los Granos con el objetivo de evitar que los enemigos llegasen a Chatham, lo que hizo que el castillo  ya no vfuera importante. Se convirtió en "un lugar de almacenes" en 1668 con el nuevo propósito de suministrar municiones a los buques de guerra navales anclados en el Medway o el Swale. Se almacenaron en grandes cantidades  armas, carros de armas, balas y  pólvora dentro del edificio principal del castillo, que tuvo que ser reformado aumentando su altura y sus pisos se reforzaron para soportar el peso. En 1691, era el almacén más importante de Inglaterra, con 164 cañones de hierro, 62 carros de pie, 100 carros de barcos, 7,125 piezas de hierro, más de 200 mosquetes de diversos tipos, 77 picas y 5,206 barriles de pólvora. Esto era considerablemente más de lo que se almacenaba en el próximo almacén más grande, la Torre de Londres.

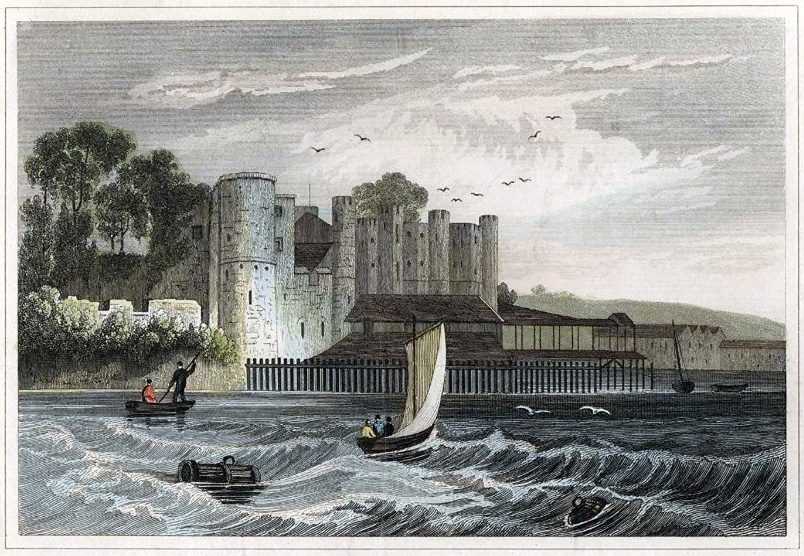
Vista del Castillo de Upnor del Medway en 1845

En 1811, se erigió un nuevo edificio para almacén, un poco más abajo del castillo, aliviando la presión sobre él. El castillo de Upnor dejó de utilizarse como lugar de almacenamiento después de 1827 y se convirtió en un Laboratorio de Artillería (es decir, un taller para rellenar proyectiles). Se requirió más espacio de almacenamiento, y se amarraron seis cascos para servir como almacenes flotantes; permaneció incluso después de que se hubiera construido un nuevo almacén en tierra (1857). Estos problemas de almacenamiento solo se aliviaron cuando se construyeron otros cinco grandes almacenes, custodiados por un cuartel, en Chattenden (estos se unieron a Upnor a través de una línea de vía estrecha de 76 cm construida para locomotoras de vapor). En 1891, el castillo y su depósito asociado quedaron bajo el control total del Almirantazgo.
Después de la Primera Guerra Mundial, Upnor se convirtió en un Depósito Real de Armamentos Navales. El castillo y el almacén se usaron durante un tiempo como sitio de pruebas para probar armas de fuego y explosivos.
El castillo permaneció como propiedad militar, pero se convirtió en un museo desde la década de 1920 en adelante. Durante la Segunda Guerra Mundial, el castillo todavía estaba en servicio como parte del Sistema de Almacenaje y fue dañado por dos bombas enemigas que cayeron en 1941. El bombardeo destrozó piezas de yeso en la torre sur del castillo y en la caseta de entrada, bajo la cual se descubrieron viejos grafitis, incluido un dibujo de un barco que data de alrededor de 1700.

### El castillo actualmente
Tras el final de la guerra en 1945, el Almirantazgo dio su aprobación para que el Castillo de Upnor se usara como Museo Departamental y se abriera al público. Posteriormente fue restaurado. El castillo fue considerado como un Monumento Antiguo en enero de 1960 y actualmente está gestionado por Patrimonio Inglés. Sigue siendo parte del patrimonio de la Corona.

## Descripción

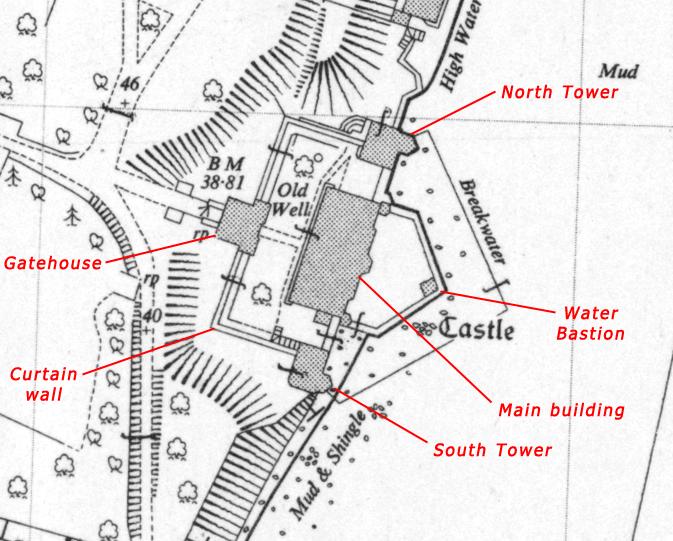
Mapa anotado del Castillo de Upnor

Los edificios del castillo de Upnor se construyeron a partir de una combinación de ladrillos de Kent y bloques sillar, además de ladrillos rojos y madera. Su edificio principal es un bloque rectangular de dos pisos que mide 41 m  por 21 m, alineado en dirección noreste-suroeste en la orilla oeste del Medway. Más tarde conocido como el almacén, ha cambiado considerablemente desde su construcción original. Habría incluido un alojamiento limitado en el cuartel, posiblemente en un segundo piso pequeño ubicado detrás de plataformas de armas en el techo. Después de que el edificio se convirtiera en una revista en 1668, se hicieron muchos cambios que han oscurecido el diseño anterior. El segundo piso parece haberse extendido a lo largo de todo el edificio, cubriendo las plataformas de armas de techo anteriores. Esto dio más espacio para el almacenamiento en el interior. La planta baja se dividió en tres compartimentos con un piso de madera y puertas de lámina de cobre para reducir el riesgo de incendios. Los depósitos más lejanos estuvieron albergados en el primer piso, con un aparejo diferencial para levantar mercancías de la ribera.
Una escalera circular dentro del edificio da acceso a la plataforma principal de armas del castillo o al bastión de agua, una estructura triangular baja que se proyecta hacia el río. El armamento principal del castillo estaba montado aquí al aire libre; ahora está representado por seis cañones de mediados del siglo XIX que todavía están en sus carros originales.  Hay nueve zonas en el bastión, seis orientadas hacia abajo y tres hacia arriba, con un parapeto redondeado diseñado para desviar los disparos. El bastión de agua también fue protegido por una empalizada de madera que sigue su curso triangular unos metros más allá en el río. La actual empalizada es una recreación moderna de la estructura original.
Dos torres se ubican en la orilla del río a una corta distancia a ambos lados del edificio principal. Originalmente, eran estructuras abiertas de dos pisos con plataformas para armas ubicadas en sus primeros pisos, proporcionando fuego de flanqueo en la línea del foso alrededor del perímetro del castillo. Más tarde se adaptaron para su uso como alojamiento, con la parte de atrás cerrada con ladrillos y las torres aumentaron de altura para albergar un tercer piso. Se destinó la Torre Sur para uso del gobernador del castillo, aunque su falta de comodidad hizo que los  sucesivos gobernadores se negaran a vivir allí. Las dos torres están unidas al edificio principal por un muro cortina almenado donde se colocaron cañones adicionales en dos zonas del parapeto norte y una en el sur.
Los edificios principales del castillo están situados en el lado este de un patio rectangular en el que se encuentran dos grandes robles de Turquía, de los que se dice que han sido cultivados a partir de bellotas traídas de Crimea después de la Guerra de Crimea. Un muro cortina de piedra rematado con ladrillos y de aproximadamente 1 m de espesor y 4 m de altura rodea el patio. Se entra al patio por el lado noroeste a través de una caseta de entrada de cuatro pisos con cañones para obtener fuerza defensiva adicional. Fue reconstruido sustancialmente en la década de 1650 después de haber sufrido graves daños en un incendio en 1653, cuyos rastros aún se pueden ver en forma de piedras chamuscadas en las paredes del primer piso. Una puerta central con un arco redondo conduce a un pasaje que da acceso al patio. Sobre la puerta de entrada hay un reloj de finales del siglo XVIII que se insertó en la estructura existente. A principios del siglo XIX, se agregó un campanario de madera, y una moderna asta de bandera remata el edificio.
 

El muro cortina está rodeado por un foso seco que originalmente tenía cerca de 10 m  de ancho por 5,5 m de profundidad, aunque desde entonces se ha ido llenado parcialmente. Los visitantes del castillo cruzaban un puente levadizo, que ya no existe, para llegar a la entrada. En la pared norte existe una entrada secundaria al castillo. En el interior del muro cortina todavía se pueden ver los cimientos de ladrillo de los edificios. Estas fueron originalmente estructuras inclinadas, construidas en el siglo XVII para proporcionar instalaciones de almacenamiento para la guarnición.
|                            |
| Lado sur del muro cortina. |

|                              |
| Lado norte del muro cortina. |

|                                                    |
| Bastión de agua, edificio principal y torre norte. |

|                                             |
| Lado oeste que muestra la puerta de entrada |

|                                                                      |
| Almacén, torre sur y patio interior, vista desde la casa de entrada. |

### Otro edificios asociados

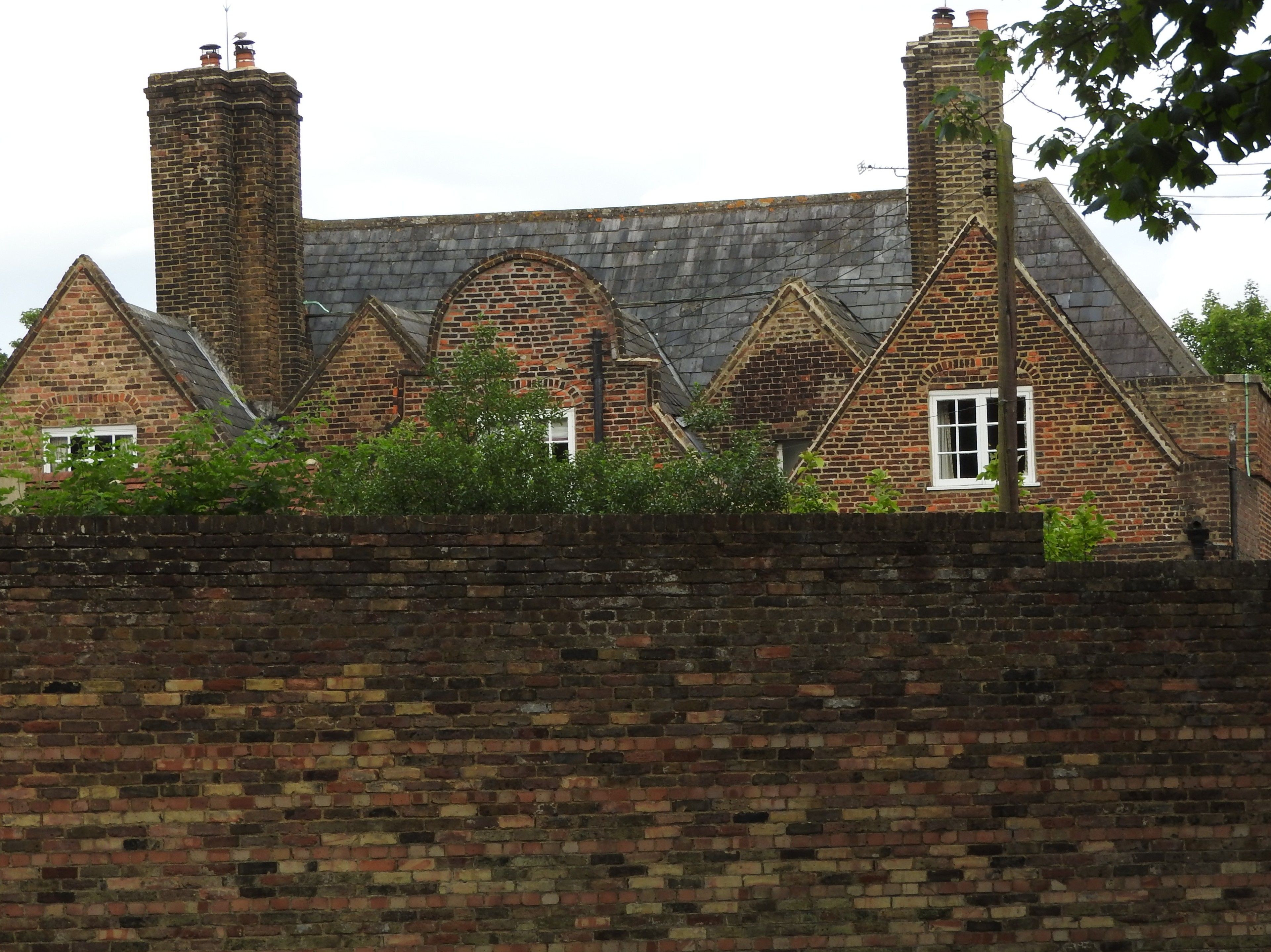
Casa de castillo Upnor, dentro de la pared del perímetro

Al oeste del castillo, la Casa del Castillo de Upnor, fue construida a mediados del siglo XVII como alojamiento para el almacenista, el oficial a cargo del almacén. Ampliada en el siglo XVIII, ahora es una residencia privada.

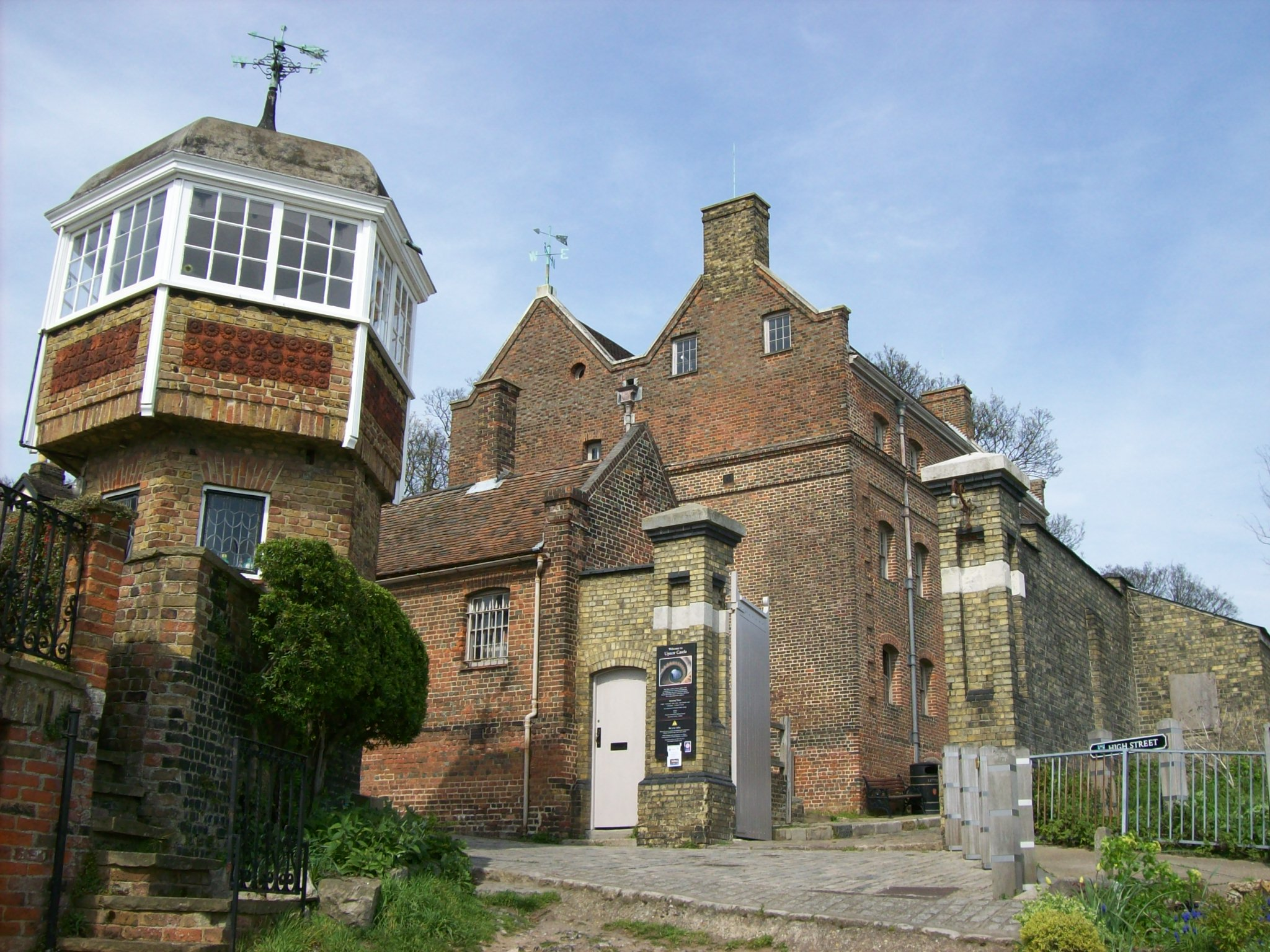
El cuartel dentro del perímetro del castillo

A poca distancia hacia el sudoeste del castillo se encuentran un bloque de cuarteles y algunos edificios de almacenamiento asociados, construidos poco después de 1718.  Ha cambiado poco externamente en los últimos 300 años. Es un raro ejemplo de supervivencia de un edificio del siglo XVIII de este tipo y fue uno de los primeros barracones inconfundibles que se construyeron en Inglaterra.